# Maria Wern – Ett tidigare liv
Maria Wern – Ett tidigare liv är en svensk kriminalfilm från 2023. Filmen är regisserad av Johan Lundin efter ett manus skrivet av Jimmy Lindgren. Den är baserad på Anna Janssons romaner och ingår som fjärde filmen av fyra i den nionde säsongen om kriminalinspektören Maria Wern. Filmen hade premiär på TV4, TV4 Play och C More den 4 september 2023.
I den nionde säsongen väntar Maria Wern och Sebastian barn. De fall som de ska försöka lösa kretsar kring en död lovande fotbollsspelare, ett beställningsmord som har kopplingar till gängkriminalitet, ett mord på en campingplats samt en kvinna som hittas i en bil i ett kalkbrott.

## Rollista (i urval)
- Eva Röse – Maria Wern
- Erik Johansson – Sebastian
- Peter Perski – Arvidsson
- Lola Zackow – Sasha
- Oscar Pettersson – Emil Wern
- Sigrid Johnson – Linda Wern
- Samuel Astor – Oscar
- Tehilla Blad – Iris
- Katrin Sundberg – Annika ”Fåhret” Fåhreus
- Bengt C.W. Carlsson – Nils Fåhreus
- Didi Cederström – Sandra Nygård
- Eva Fritjofson  – Harriet
- Ida Hedlund-Stenmarck – tonårstjej
- Ruben Lopez – butiksägaren
- Franciska Löfgren – rättsläkaren
- Astrid Plynning – Vanessa Larsson
- Arvid Sand – Jonny
- Oskar Thunberg – Lars Nordgren
- Elvira Wall – Mira
- Philip Torres Örning – tonårskille
- Dag Andersson – Christian Lenken
- Ludvig Deltin – Martin Lenken
- Dominik Henzel – Marius Zubas
- Mimmi Kandler – Monica Zubas
- Nathalie Varli – Felice
- Anna Rydgren – Tanja Alcén
- Olle Widergren – Rasmus
- Leelou Lewis – kvinna på video